# Р-1А
Ракета Р-1А (1РА, В-1А, 1ВА) — первая советская геофизическая ракета.

## История создания
Р-1А — первая из модификаций ракеты Р-1, построенной под руководством С. П. Королёва советской баллистической ракеты дальнего действия на жидком топливе. Прототипом Р-1 была трофейная немецкая ракета А-4 (ФАУ-2), созданная во время второй мировой войны Вернером фон Брауном.
Ракета Р-1А  была специально разработана для проверки ряда новых узлов и главным образом для отработки механизма отделения головной части в конце активного участка траектории, что предполагалось использовать в конструкции ракеты Р-2.
Поскольку многие организации проявили интерес к использованию новой ракеты для своих целей, программа экспериментов была существенно расширена.
Для проведения работ использовали восемь трофейных ракет А-4, которые полностью перебрали, установили хвостовые отсеки собственной конструкции, а также механизм отделения головной части.
Подготовка ракеты Р-1А к лётным испытаниям началась в январе 1949 г. на временной испытательной площадке НИИ-88 и закончилась 11 февраля. Летные испытания ракеты проводились на полигоне Капустин Яр и закончились 28 мая 1949 г. с положительными итогами.
Главный этап эксперимента по отработке механизма отделения головной части проводился при пусках по баллистическим траекториям, обеспечивался специальными гироприборами и сопровождался телеметрическими измерениями. Использовались радиолокаторы с активным сопровождением для гарантированного получения информации. Поэтому на корпусе ракеты устанавливался специальный передатчик. А после отделения головной части сигнал передавала телеметрическая система ФИАР.
Были запланированы вертикальные пуски двух ракет с оптическими визуальными средствами наблюдения за поведением головной части на пассивном участке в случае положительных результатов при полетах по баллистическим траекториям. Эти же ракеты предполагалось использовать для исследования верхних слоев атмосферы с помощью прибора ФИАР-1, разработанного в Геофизическм институте АН СССР (ГеоФИАН) для взятия проб воздуха на большой высоте. Прибор был помещён в специальный контейнер в виде цилиндра, соединенного со спасательным устройством типа «летающая бомба». Контейнер закладывался в мортиру, установленную на хвостовом отсеке, и на заданной высоте выбрасывался с помощью сжатого воздуха. Контейнеры отстреливались после прекращения работы двигателя ракеты с тем, чтобы на чистоту проб и замеры характеристик воздуха не влияли газы, обильно выделяемые ею в разреженное окружающее пространство. Через 4 с начинался забор проб атмосферы. Для облегчения поисков после приземления контейнер снабжался радиопередатчиком. На каждой из двух ракет, предназначенных для вертикальных пусков, устанавливались по две мортиры и по два прибора ФИАР-1.
На ракете Р-1А также предусматривалось исследование влияния газовой струи двигателя на прохождение радиоволн. Эти эксперименты имели непосредственное отношение к разработке систем радиоуправления для ракет Р-2 и Р-3. Предполагалось настраивать двигатель на меньшую тягу, чтобы отношение начального веса к тяге примерно равнялось принятому для ракеты Р-2.

## Пуски
Пуски проводились с полигона Капустин Яр.
Первые две установки с приборами ФИАР-1 были запущены 24 мая 1949 г в 4 часа 40 минут на пятой ракете Р-1А. Из-за неисправности парашютной системы контейнеры при приземлении разрушились.
После доработки парашютной системы 28 мая 1949 г. в 4 часа 50 минут был проведён второй подобный эксперимент на шестой ракете Р-1А. Были получены положительные результаты.
Пуски ракеты Р-1А, при которых была достигнута высота 102 км, показали большую перспективность ракетных геофизических исследований и позволили наметить их расширенную программу. При Президиуме Академии наук был учрежден координационный межведомственный комитет под председательством академика А. А. Благонравова. Входя в состав этого комитета, С. П. Королёв уделял первостепенное внимание всем вопросам, связанным не только с созданием геофизических ракет, но и с методикой исследований, разработкой научной аппаратуры.

## Технические характеристики
| Стартовая масса             | 13910 кг                            |
| Двигатель                   | ЖРД РД-100                          |
| Тяга двигателя у Земли      | 27 тс                               |
| Удельный импульс у Земли    | 204 с                               |
| Время работы                | 65 с                                |
| Компоненты топлива          | 75 % этиловый спирт-жидкий кислород |
| Масса топлива               | 9440 кг                             |
| Масса полезного груза       | 800 кг                              |
| Длина (полная)              | 14960 мм                            |
| Диаметр корпуса             | 1650 мм                             |
| Размах стабилизаторов       | 3564 мм                             |
| Характеристическая скорость | 1700 м/с                            |
| Высота подъёма              | 100 км                              |